# Анні Перро
Анні Перро (фр. Annie Perreault) — канадська ковзанярка, що спеціалізувалася в шорт-треку, дворазова олімпійська чемпіонка, олімпійська медалістка, багаторазова чемпіонка світу.
Першу золоту олімпійську медаль та звання олімпійської чемпіонки Перро виборола на Альбервільській олімпіаді 1992 року в складі канадської естафетної команди в естафеті 3000 метрів. На Олімпіаді 1998 року в Нагано вона виграла особисту золоту медаль на дистанції 500 м та бронзову медаль в естафеті.

## Зовнішні посилання
- Досьє на sports-reference.com

## Виноски
1. ↑  Olympedia — 2006.
2. ↑  Albertville 1992 Official Report (PDF). Le Comite d'Organisation des Jeux Olympiques Albertville. LA84 Foundation. 1992. Архів оригіналу (PDF) за 26 лютого 2008. Процитовано 16 січня 2014. [Архівовано 26 лютого 2008 у Wayback Machine.]
3. 1 2  Nagano 1998 Official Report - Volume 3 (PDF). Nagano Olympics Organizing Committee. LA84 Foundation. 1998. Архів оригіналу (PDF) за 26 лютого 2008. Процитовано 16 січня 2014. [Архівовано 26 лютого 2008 у Wayback Machine.]